# Моја лева нога (књига)
Моја лева нога (енгл. My left foot) је аутобиографска књига аутора Кристија Брауна (енгл. Christy Brown, 1932–1981), објављена 1954. године у издању издавачке куће "Mandarin Paperback". Српско издање књиге је објавила издавачка кућа "Прометеј" и Центар "Живети усправно" из Новог Сада 2011. године у преводу Милице Миме Ружичић Новковић.

## О аутору
Кристи Браун (1932—1981), сликар, романсијер и песник рођен је у Даблину у зидарској породици са тринаесторо преживеле деце, а умро у селу Парбрук у Северном Гластенберију у Сомерсету у Енглеској највероватније удављен храном која му се заглавила у грлу услед наглог померања главе уназад. Кристи је рођен са атетоидном церебралном парализом која је, у његовом случају, подразумевала непрекидну укоченост, вијугаве, невољне покрете читавог тела и изостанак способности говора. Моја лева нога је Кристијева прва књига. Касније је написао још неколико романа који су сви са аутобиографским елементим: Током свих тих дана, Сенка на лето, Дивље расту љиљани и Каријера која обећава. Објавио је и своју поезију у књизи Сабране песме.

## О књизи
Књига Моја лева нога је топла, духовита и истинита прича о врхунској храбрости Кристи Брауна и тријумфу над најтежим хендикепом.
Кристи Браун је испричао причу о томе како је рођен као жртва церебралне парализе. Присећа се како се као дете борио да прстом своје леве ноге научи да пише, слика и, на крају, куца на писаћој машини. Та моћ да конторлише покрете бар једног дела тела омогућила му је улазак у свет уметности, мада на мала врата, где је у шестој години живота на поду написао слово А. 
Кристи је у седамнаестој години схватио да би своју способност репродуковања могао да претвори у стваралачку моћ, и писањем саопшти оно што није могао да каже у непосредном контакту са људима, чак ни онда кад му се говор, знатно поправио, захваљујући упорном раду. Свој начин изражавања је на време препознао, и то му је омогућило да лута од каубојских и детективских прича са морбидним описима, преко оних сентименталних, писаних са становишта жељеног, непроживљеног и неиспуњеног. Покушао је да испише сопствену причу прожету дикенсовским тематским оквирима, сижеом и језиком, и на крају је ипак превео на свој језик. Кристи је све своје слике и књиге стварао левом ногом по чему је постао легендаран.
Пут настанка ове књиге је био дуг и мукотрпан. Кристи у почетку књигу није могао да пише сам јер је, да би стекао право на рехабилитацију, морао да престане да користи леву ногу, чијом би даљом употребом потпуно занемарио руке и остатак тела, које је било изложено напору услед необичног положаја који је заузимао док је сликао или писао, на поду, са главом међу коленима. Прве две верзије књиге и део треће диктирао је тројици своје браће. Ипак је прекршио завет да неће користити леву ногу, те је 1954. године наставио сам да пише. Моја лева нога појавила се у штампи, прво у Енглеској, а потом и у Америци.

## Екранизација
Године 1989. године снимљен је филм инспирисан књигом. Режију је потписао Џим Шеридан, Кристија Брауна као дечака играо је Хју О’Конор, а одраслог Кристија играо је Данијел Деј-Луис.